# James Watt
James Watt (Greenock, Škotska, 19. siječnja 1736. – Heathfield kraj Birminghama, 19. kolovoza 1819.), škotski izumitelj i inženjer. Radio u radionici za popravak mjernih instrumenata i uređaja na Sveučilištu u Glasgowu. Popravljajući Newcomenov parni stroj, na kojem se kondenzacija vodene pare provodila uštrcavanjem rashladne vode u parni cilindar, došao je na ideju o njegovu unaprjeđenju. Mnogobrojnim pokusima i primjenom napretka tehnologije onoga doba, uspio je usavršiti konstrukciju parnoga stroja tako da je njegov stroj uskoro postao glavni pokretač industrijske revolucije. Sustavnim proučavanjem svojstava vodene pare kao radnoga medija, najprije je stvorio osnovu za svoje buduće izume. Godine 1765. dogradio je posebni parni kondenzator za kondenzaciju pare izvan cilindra te izolirao cilindar kako bi smanjio gubitak topline, a 1782. konstruirao je i dvoradnu izvedbu stroja, u kojoj se tlak pare rabi i za vraćanje stapa u početni položaj. Time je postigao veću snagu po cilindru i jednoličniji rad, koji je dalje poboljšao ugradnjom zamašnjaka. Za pretvaranje pravocrtnoga u kružno gibanje uveo je planetarni mehanički prijenos, iako je već bio poznat i stapni mehanizam s ojnicom (stapni i klipni strojevi), no njegova je primjena bila zaštićena patentom. Prvi je za parne strojeve primijenio centrifugalni regulator brzine vrtnje, koji se već prije upotrebljavao na vjetrenjačama. Kako bi mogao pratiti zbivanja u cilindru, konstruirao je indikator, s pomoću kojega je pratio promjenu tlaka u cilindru ovisno o kretanju stapa. Uveo je i konjsku snagu kao jedinicu za mjerenje snage, a ona je poslije normirana. Zajedno s engleskim inženjerom i poduzetnikom Matthewom Boultonom (1728. – 1809.) izradio je prvi parni stroj koji je primijenjen u nekom proizvodnom pogonu, a 1782. osnovao je u Sohu kraj Birminghama prvu tvornicu parnih strojeva u svijetu Boulton & Watt, u kojoj je počeo proizvoditi i strojeve sa stapnim mehanizmom.
Mjerna jedinica snage dobila je, njemu u čast, oznaku vat. 

## Životopis
James Watt je rođen 19. siječnja 1736. u mjestu Greenock, maloj morskoj luci u Škotskoj. Otac mu se bavio brodogradnjom, bio je vlasnik brodova i državni službenik. Njegova majka je bila vrlo obrazovana. Njegov djed je bio učitelj matematike. U početku, James Watt nije išao redovito u školu, već je imao kućno obrazovanje s majkom. Tek kasnije se upisao u srednju školu, gdje je pokazao svoju spretnost, inženjerske vještine i sklonost prema matematici.
Kad je imao 18 godina, majka mu je umrla, a otac je bio bolestan. Odlazi na godinu dana u London, da studira izradu mjernih instrumenata. Nakon godinu dana se vraća u Škotsku, gdje se preselio u Glasgow, u namjeri da otvori malu radionicu za izradu mjernih instrumenata. Zajednica obrtnika mu to nije dozvolila, jer po zakonu je trebao prvo raditi sedam godina kao naučnik, iako u cijeloj Škotskoj nije postojala radionica te vrste.
James Watt je tada bio u bezizlaznoj situaciji, ali srećom u to vrijeme, u Univerzitet u Glasgowu dolaze astronomski instrumenti, koji su trebali neke popravke. Nakon što ih je uspješno ugradio, profesori mu nude da otvori malu radionicu u sklopu Univerziteta, što je James i prihvatio. 
1764. James Watt se oženio s Margaret Miller i imali su petoro djece. 1772. njegova žena umire kod poroda, a 1777. se ponovo oženio, s Ann MacGregor, pa su imali još dvoje djece. Između 1777. i 1790. su živjeli u Birminghamu.
Za Jamesa Watta je bilo značajno da je uspijevao znanstvena dostignuća pretvoriti u praktična rješenja. On nije bio samo strojarski inženjer, bavio se dosta i s kemijom. Kao poslovan čovjek nije bio baš uspješan, mrzio je cjenkanje i dugotrajna pregovaranja i tek pred kraj svog radnog vijeka, uspio se riješiti financijskih problema. 

### Rani pokusi s parom
Nakon četiri godine rada na Sveučilištu u Glasgowu, James Watt je dobio priliku da radi pokuse s parom. U početku nije imao uspjeha, ali zbog svoje upornosti je nastavio. Otkrio je veliki značaj topline isparavanja za parne procese. Na Sveučilištu su imali i Newcomenov parni stroj, koji je on uspješno popravio 1763. Taj stroj je jedva radio, jer je oko 80% topline trošio na zagrijavanje cilindra, koji bi se zatim hladio s hladnom vodom, koja bi se ubrizgavala u cilindar – a onda bi se postupak ponavljao. Prva ideja mu je bila da kondenzira paru u odvojenom spremniku, tako da bi cilindar mogao lakše ostati zagrijan, s istom temperaturom kao ubrizgana vodena para. Prvi svoj model je napravio 1765.
Iako je prvi model bio poboljšan u odnosu na Newcomenov parni stroj, još je bilo dosta problema u njegovom radu. Jedan od problema je bila i strojna obrada klipa i cilindra, budući su u izradi sudjelovali kovači, koji nisu bili u stanju izraditi tako precizne dijelove. Kako nije imao dosta sredstava za usavršavanje svoga modela, zaposlio se prvo kao geometar, a zatim je radio 8 godina kao građevinski inženjer.
Kasnije se Watt povezao s Matthewom Boultonom i zajedno 1774. otvorili tvornicu “Boulton & Watt” i krenuli u proizvodnju parnih strojeva. Imao je na raspolaganju nekoliko najboljih radnika sa željezom u to vrijeme, koji su znali bušiti cijevi za topove, što su iskoristili za izradu uskih mehaničkih tolerancija između klipa i cilindra.

### Prvi parni strojevi
Konačno, 1776. prvi Wattov parni stroj je ugrađen i upotrijebljen u tržišne svrhe. Narudžbe su uskoro pristizale i sljedećih pet godina znatan broj strojeva je ugrađen u rudnicima u Cornwallu, za pumpanje vode iz rudnika.  
Prvi Wattovi parni strojevi su bili veliki, cilindar je imao promjer od 1,25 metara, a visoki su bili oko 7,3 metra, tako da su imali kućište otprilike kao jedna manja zgrada. Ipak su bili uspješni, jer su rudnici uspjeli povećati produktivnost oko 30%. Primjena se proširila na brušenje, tkanje i mljevenje. 
Iako je za Wattov parni stroj, koljenčasta osovina bila logično rješenje za pretvaranje kružnog gibanja u pravocrtno (kao na motorima s unutrašnjim izgaranjem), vlasnici patenta za parni stroj, su prisilili Watta da promijeni konstrukciju. 1781. James Watt uspijeva to riješiti s planetarnim prijenosnikom, koji je kasnije našao znatnu primjenu kod parnih lokomotiva.  
James Watt je i dalje usavršavao svoj parni stroj. Izradio je i regulator pare s kuglicama ili centrifugalni regulator, koji s povećanjem brzine vrtnje stroja, kuglice se podižu i zatvaraju regulacijski ventil, pa se dotok pare smanjuje i brzina vrtnje opada. Ideja je bila da bi se brzina vrtnje stroja održavala konstantnom, mora se dovoditi konstantna struja pare. To je bio jedan od prvih uspješnih primjera automatskog upravljanja u industriji, budući je regulator uspio osigurati stabilnost sustava. Uspio je napraviti cilindar s dvostrukim djelovanjem, para je strujila s obje strane cilindra, tako da je vršila tlak na klip i kod njegovog podizanja i spuštanja. Watt je napravio i parni indikator, koji je snimao tlak pare u cilindru za vrijeme rada. Usavršio je i princip paralelnog kretanja, između klipa u cilindru i klipa pumpe za napojnu vodu. Na kraju, Watt je napravio stroj koji je bio oko pet puta uspješniji od Newcomenovog parnog stroja.
U to vrijeme proizvodnja kotlova nije bila razvijena, tako da Watt nije mogao koristiti paru visokog tlaka, što je dosta umanjivalo uspješnost parnog stroja. Od 1794. do 1824. tvrtka “Boulton & Watt” je proizvela 1 164 parna stroja.

### Stroj za kopiranje i druge inovacije
Prije 1780. nije postojao način da se kopiraju nacrti. Nakon godina pokusa, Watt je uspio napraviti stroj za kopiranje nacrta, koji se koristio i u 20. stoljeću. 
1786. James Watt je prisustvovao pokusima dobivanja klora iz klorovodične kiseline (HCl) i manganovog dioksida. Otkrio je da se vodena otopina klora može koristiti za bijeljenje odjeće u tekstilnoj industriji. 

### Starost
1800. James Watt je išao u mirovinu, ali je i dalje radio na svojim otkrićima. Otkrio je metodu mjerenja udaljenosti s teleskopom, usavršio je uljne svjetiljke, parni stroj za peglanje i stroj za kopiranje kipova. 
Umro je 25. kolovoza 1819. u Heathfieldu kraj Birminghama, u svojoj 83 godini. Njegova radionica je postavljena u Znanstvenom muzeju u Londonu.

## Parni stroj
Parni stroj je toplinski stroj koji energiju vodene pare ekspanzijom pretvara u mehanički rad. Po konstrukcijskoj izvedbi pripada među stapne strojeve. Para se proizvodi u kotlu te dovodi u cilindar, gdje obavlja rad djelovanjem tlaka na jednu stranu stapa (jednoradni parni stroj), ili naizmjence na jednu pa na drugu stranu stapa (dvoradni parni stroj), potiskujući stap amo-tamo. Radni ciklus jednoradnoga parnog stroja započinje kada se stap nalazi u gornjem, takozvanom mrtvom položaju, uz otvoren dovod, a zatvoren odvod pare. Djelovanjem pare stap se pomiče do donjega mrtvog položaja, kada se zatvara dovod, a otvara odvod pare iz cilindra. Energiju potrebnu za vraćanje stapa natrag te za istiskivanje većega dijela preostale pare iz cilindra svojom inercijom (tromost) daje teški željezni kotač zamašnjak. Kod dvoradnoga stroja konstrukcija cilindra omogućuje izmjenično uvođenje pare, s jedne pa s druge strane stapa. Zbog toga, za istiskivanje pare nije potrebno preuzimati energiju od zamašnjaka, ali se ovaj ipak rabi za postizanje jednakomjerna rada stroja. Pravocrtno gibanje stapa između krajnjih položaja u cilindru, najčešće se pretvara u rotacijsko gibanje pogonskoga vratila. Za to služi mehanizam koji se sastoji od motke vezane za stap (stapajica), križne glave s kliznom papučom, te ojnice, koja je na jednoj strani zglobno povezana s križnom glavom, a na drugoj s koljenastim vratilom (stapni i klipni strojevi). Radom razvodnika, to jest dovođenjem i odvođenjem pare iz cilindra, upravlja ekscentar pričvršćen na koljenasto vratilo. Takav jednocilindričan stroj sa stapom u mrtvom položaju ne može se sam pokrenuti, pa se često izvode strojevi kod kojih na istom koljenastom vratilu rade dva ili više cilindara (višecilindrični stroj), kojima su ojnice međusobno prostorno zakrenute. Parni strojevi koji paru iz cilindra izbacuju u atmosferu su ispušni strojevi, za razliku od kondenzacijskih strojeva, kod kojih se ona, pošto obavi rad u cilindru, kondenzira u parnom kondenzatoru. S obzirom na položaj središnje osi stapa i cilindra, parni stroj može biti vertikalan (stojeći parni stroj) ili horizontalan (ležeći parni stroj).
Parni stroj je toplinski stroj s vanjskim izgaranjem koji entalpiju vodene pare pretvara u mehanički rad. Jednostavnije rečeno, parni stroj je stroj koji energiju vodene pare koja se proizvodi u parnim kotlovima pretvara u mehanički rad.